# Équipe de Belgique masculine de volley-ball
L'équipe de Belgique de volley-ball est composée des meilleurs joueurs belges sélectionnés par la Fédération royale belge de volley-ball (FRBVB).

## Palmarès et parcours

### Palmarès
- Ligue européenne (1)
  - Vainqueur : 2013

### Parcours

#### Jeux Olympiques
| - 1964 : Non qualifié - 1968 : 8e - 1972 : Non qualifié - 1976 : Non qualifié - 1980 : Non qualifié - 1984 : Non qualifié - 1988 : Non qualifié - 1992 : Non qualifié - 1996 : Non qualifié - 2000 : Non qualifié | - 2004 : Non qualifié - 2008 : Non qualifié - 2012 : Non qualifié - 2016 : Non qualifié - 2020 (2021) : Non qualifié - 2024: Non qualifié |

#### Championnats du monde
| - 1949 : 9e - 1952 : Non qualifié - 1956 : 17e - 1960 : Non qualifié - 1962 : retrait - 1966 : 14e - 1970 : 8e - 1974 : 10e - 1978 : 18e - 1982 : Non qualifié | - 1986 : Non qualifié - 1990 : Non qualifié - 1994 : Non qualifié - 1998 : Non qualifié - 2002 : Non qualifié - 2006 : Non qualifié - 2010 : Non qualifié - 2014 : 17e - 2018 : 10e - 2022 : à venir |

#### Ligue mondiale
| - 1990 : non participant - 1991 : non participant - 1992 : non participant - 1993 : non participant - 1994 : non participant - 1995 : non participant - 1996 : non participant - 1997 : non participant - 1998 : non participant - 1999 : non participant | - 2000 : non participant - 2001 : non participant - 2002 : non participant - 2003 : non participant - 2004 : non participant - 2005 : non participant - 2006 : non participant - 2007 : non participant - 2008 : non participant - 2009 : non participant | - 2010 : non participant - 2011 : non participant - 2012 : non participant - 2013 : non participant - 2014 : 11e - 2015 : 12e - 2016 : 9e - 2017 : 7e | Ligue des nations masculine : - 2018 : non participant - 2019 : non participant - 2021 : non participant |

#### Championnats d'Europe
| - 1948 : 5e - 1950 : Non qualifié - 1951 : 6e - 1955 : 12e - 1958 : 17e - 1963 : 13e - 1967 : 12e - 1971 : 10e - 1975 : 12e - 1977 : Non qualifié - 1979 : 11e | - 1981 : Non qualifié - 1983 : Non qualifié - 1985 : Non qualifié - 1987 : 7e - 1989 : Non qualifié - 1991 : Non qualifié - 1993 : Non qualifié - 1995 : Non qualifié - 1997 : Non qualifié - 1999 : Non qualifié - 2001 : Non qualifié | - 2003 : Non qualifié - 2005 : Non qualifié - 2007 : 10e - 2009 : Non qualifié - 2011 : 13e - 2013 : 7e - 2015 : 9e - 2017 : 4e - 2019 : 9e - 2021 : 18e - 2023 : 14e |

#### Ligue européenne
| - 2004 : non participant - 2005 : non participant - 2006 : non participant - 2007 : 10e - 2008 : non participant - 2009 : 6e - 2010 : non participant - 2011 : 6e - 2012 : non participant | - 2013 : Vainqueur - 2014 : non participant (participe à la ligue mondiale) - 2015 : non participant (participe à la ligue mondiale) - 2016 : non participant (participe à la ligue mondiale) - 2017 : non participant (participe à la ligue mondiale) - 2018 : 6e (en) - 2019 : 11e (en) - 2021 : 4e (pays hôte, en) |

## Sélection actuelle
La sélection de l'équipe belge pour le Championnat d'Europe masculin de volley-ball 2019.

| No                                                                                            | Nom                                                                                           | Date de naissance                                                                             | Taille                       | Poids                        | Poste                        |
| --------------------------------------------------------------------------------------------- | --------------------------------------------------------------------------------------------- | --------------------------------------------------------------------------------------------- | ---------------------------- | ---------------------------- | ---------------------------- |
| 1                                                                                             | Bram Van Den Dries                                                                            | 14 août 1989                                                                                  | 208                          | 99                           | Attaquant                    |
| 2                                                                                             | Hendrik Tuerlinckx                                                                            | 1er décembre 1987                                                                             | 195                          | 86                           | Attaquant                    |
| 3                                                                                             | Sam Deroo                                                                                     | 29 avril 1992                                                                                 | 203                          | 105                          | Réceptionneur-attaquant      |
| 4                                                                                             | Stijn D'Hulst                                                                                 | 24 avril 1991                                                                                 | 187                          | 75                           | Passeur                      |
| 6                                                                                             | Lowie Stuer                                                                                   | 24 novembre 1995                                                                              | 194                          | 80                           | Libero                       |
| 7                                                                                             | François Lecat                                                                                | 19 avril 1993                                                                                 | 199                          | 96                           | Réceptionneur-attaquant      |
| 8                                                                                             | Kevin Klinkenberg                                                                             | 4 octobre 1990                                                                                | 197                          | 94                           | Réceptionneur-attaquant      |
| 9                                                                                             | Pieter Verhees                                                                                | 8 décembre 1989                                                                               | 205                          | 112                          | Central                      |
| 10                                                                                            | Simon Van De Voorde                                                                           | 19 décembre 1989                                                                              | 208                          | 100                          | Central                      |
| 12                                                                                            | Gert Van Walle                                                                                | 7 avril 1987                                                                                  | 197                          | 91                           | Réceptionneur-attaquant      |
| 14                                                                                            | Jelle Ribbens                                                                                 | 17 mars 1992                                                                                  | 185                          | 79                           | Libero                       |
| 16                                                                                            | Matthias Valkiers                                                                             | 8 avril 1990                                                                                  | 194                          | 92                           | Passeur                      |
| 17                                                                                            | Tomas Rousseaux                                                                               | 31 mars 1994                                                                                  | 199                          | 90                           | Attaquant                    |
| 20                                                                                            | Arno Van De Velde                                                                             | 30 décembre 1995                                                                              | 210                          | 93                           | Central                      |
| -                                                                                             | Ruben van Hirtum                                                                              | 10 avril 1990                                                                                 | 194                          | 88                           | Réceptionneur-attaquant      |
|                                                                                               |                                                                                               |                                                                                               |                              |                              |                              |
| Encadrement technique                                                                         | Encadrement technique                                                                         |                                                                                               | Légende                      | Légende                      | Légende                      |
| Entraîneur : Vital Heynen                                                                     | Entraîneur : Vital Heynen                                                                     | Entraîneur : Vital Heynen                                                                     | : Capitaine                  | : Capitaine                  | : Capitaine                  |
| Entraîneur(s) adjoint(s) : Brecht Van Kerckhove Entraîneur(s) adjoint(s) : Steven Vanmedegael | Entraîneur(s) adjoint(s) : Brecht Van Kerckhove Entraîneur(s) adjoint(s) : Steven Vanmedegael | Entraîneur(s) adjoint(s) : Brecht Van Kerckhove Entraîneur(s) adjoint(s) : Steven Vanmedegael | : Joueur blessé actuellement | : Joueur blessé actuellement | : Joueur blessé actuellement |

| Équipe type : Belgique                                                                                             |
| \| Valkiers · # 16 Deroo · # 3 Verhees · # 9 Rousseaux · # 17 Van Walle · # 12 Van De Voorde · # 10 Stuer · # 6 \| |
| Valkiers · # 16 Deroo · # 3 Verhees · # 9 Rousseaux · # 17 Van Walle · # 12 Van De Voorde · # 10 Stuer · # 6       |

| Valkiers · # 16 Deroo · # 3 Verhees · # 9 Rousseaux · # 17 Van Walle · # 12 Van De Voorde · # 10 Stuer · # 6 |